# Велика ласица
Велика ласица или хермелин (лат. Mustela erminea), мали је сисар из рода ласица (Mustela) породица куна (Mustelidae).

## Распрострањеност
Велике ласице се могу наћи на скоро сваком дијелу сјеверног умјереног, подарктичког и арктичког појаса Европе, Азије, Канаде и САД.
Већину простора гдје живе, велике ласице дијеле са видрама. Тамо гдје нема видри, велике ласице су мањих димензија (око 70 грама тежине).

### Нови Зеланд
Велике ласице су на Нови Зеланд увезени у безуспјешном покушају да се исконтролишу популације зечева, а данас и сами представљају велике штеточине, јер једу јаја и нападају младунце аутохтоних птица Новог Зеланда. Сматрају се и главним предаторима одраслих јединки ендемских врста птица Новог Зеланда које живе и гнијезде се у шупљинама дрвећа и рупама у земљи. Због свега овога Велике ласице се сматрају главним узроком пада броја јединки новозеландских ендемских врста птица.

### Средња Европа
За разлику од других делова света, велика ласица је у деловима старог континента ретка, делом због дугог прогањања од стране човека, делом због нестанка природних станишта. Стога је у неким земљама где живи (нема га у Средоземним) законом заштићена (на пример Шпанија, Мађарска), док је у Србији и строго заштићена, те се не сме хватати и убијати. Европска Бернска Конвенција не штити ову врсту, али захтева контролу лова и мониторинг популације. У северним земљама, где је лов хермелина због крзна традиционалан, данас се све мање лови.

## Физичке особине
Велике ласице могу порасти до дужине од око 30 cm, при чему су мужјаци обично доста већи од женки.
Велике ласице су дугачке и витке, што је мало чудно с обзиром да живе у сјеверним подручјима земаљске кугле. Наиме, такав облик води ка несразмјерно великом односу површине и запремине тијела, што узрокује убрзано губљење тјелесне топлоте. Предност овог облика је, међутим, што велике ласице тако могу пратити свој плијен до у само њихово склониште у земљи или другим шупљинама. Такође, свој витки облик хермелини надокнађују кратким ногама, малим ушима, брзим метаболизмом и, у зиму, дебелим крзном.
Крзно велике ласице је богате смеђе боје, са изузетком стомака који је бијеле боје и врха репа који је увијек црн. У зиму, крзно је гушће и дуже, а у регионима гдје снијег потраје бар четрдесетак дана и буде дубине више од 3 cm крзно велике ласице постепено добија сњежно бијелу боју. Оваква сњежно бијела велика ласица је у умјетности често представљала чистоту и невиност. У исто вријеме, то крзно је кроз историју било јако цијењено и користило као дио гардеробе богатих слојева западне Европе.

## Понашање
Велике ласице су углавном ноћне и повечерње животиње, али некад излазе у лов и дању.

### Исхрана
Велике ласице су месождери. Једу инсекте, зечеве, глодаре као што су мишеви, пацови, идр. затим друге мале сисаре, птице, птичија јаја и младунце, понекад рибу, гуштере, водоземце и бескичмењаке. Врло спретно се пење по дрвећу, и може сићи са дрвета окренут главом надоле, као вјеверица.
Велике ласице су у стању да убију и много веће животиње од себе. Када се нађе у ситуацији да има више плијена него што може појести, велике ласице често убија и преко мјере да би храну оставио за касније. Када се то догоди, велика ласица обично само поломи врат жртви, без повређивања тијела, вјероватно да би се месо теже покварило током времена. Као и друге куне, и они најчешће убијају плијен задајући угризе у центар лобање да би тренутно зауставили главне мождане функције попут дисања. Понекад, међутим, најприје задају угризе по другим дијеловима тијела. У предјелима гдје дијеле исти регион са видрама, велике ласице обично хватају већи, а видре мањи плијен. Такође, мужјаци се хране већим плијеном него женке.
Велике ласице, међутим, представљају извор хране за вукове, лисице, мачке и јазавце.

### Размножавање
Велике ласице обиљежавају своју територију и не подносе друге јединке на истом, нарочито ако су истог пола. На својој територији велике ласице имају по неколико гнијезда, које обично преузимају од животиња које уграбе. Путују углавном сами, осим у периодима парења или када мајка иде са младунцима. Размножавају се једном годишње, котећи по неколико младих. Систем парења је промискуитетни, тј. једна женка бива оплођена по неколико пута за вријеме исте сезоне. Женке саме подижу младе, без помоћи мужјака.
Скотност женки траје, упркос чињеници да су релативно мали сисари, јако дуго — 11 мјесеци. Разлог томе је дуга имплантација, односно ембрионална диапауза, у којој се оплођено јаје смјешта у материцу неколико мјесеци након оплодње. „Права“ скотност женки траје много краће. Разлог за овакав тип оплодње можда лежи у честим промјенама временских прилика у регионима гдје живе.

### Чула
Велике ласице углавном примају дражи из природе путем својих чула мириса. Сматра се да помоћу њих могу да препознају пол других јединки, као и здравље, старост и пол плијена. Вид им је слаб, слабији него код људи, и слабо разазнају боје.

## Подврсте
:
- ? (распрострањеност: сјеверни Шанкси, Кина)
- (распрострањеност: Острва краљице Шарлоте, Канада)
- (Томас и Барет-Хамилтон)
- (распрострањеност: средишњи и сјеверни дијелови Хоншуа)
- (распрострањеност: Полуострво Олимпик, Вашингтон)
- (распрострањеност: Хокаидо, Јапан)

## Симболика
Крзно хермелина је било јако цијењено и добро продавано за производњу крзнене одјеће. У Европи то крзно је представљало симбол богатства; церемонијална гардероба у енглеском Дому лордова је садржала крзно хермелина, а данас се користи вјештачко крзно. Исто тако, крзно хермелина је у Европи симболизовало чистоту и невиност, у нордијским земљама љубопитљивост и хитрост, а у Јапану и дан-данас срећу.
Крзно хермелина налази се у многим хералдичким симболима, између осталог и у позадини грба Србије.